# Fredrik Reinfeldt
John Fredrik Reinfeldt (Österhaninge, Comtat d'Estocolm, Suècia, 4 d'agost de 1965) és un
polític suec, fou líder del Partit Moderat Suec (M) i primer ministre de Suècia del 2006 al 2014.

## Polític
Reinfeldt va començar la seva carrera política militant a la Lliga Juvenil Moderada el 1983, i el 1992 va passar a ser-ne el líder, càrrec que va mantenir fins al 1995. Reinfeldt és membre del Parlament Suec des de 1991. El 1994 va formar part del govern de coalició de Carl Bildt.
El 25 d'octubre de 2003 va esdevenir líder del Partit Moderat Suec, des que Reinfeldt va ser líder del Partit Moderat, aquest s'ha transformat amb els nous moderats. En les eleccions generals de 2006 (17 de setembre), el Partit Socialdemòcrata Suec va perdre la majoria i això va fer que li donés una oportunitat per governar. Amb l'Aliança per Suècia, una coalició del Partit Moderat amb el Partit del Centre, de centredreta. Així després de les eleccions legislatives del 6 d'octubre de 2006 es va convertir en el 42è Primer ministre de Suècia, succeint Göran Persson, del Partit Socialdemòcrata. El 2010 va tornar a guanyar les eleccions però, el 2014, les va perdre després que el seu partit obtingués un 23,3% (el guanyador va ser Partit Socialdemòcrata amb un 31%).